# Peter Döring (Schauspieler)
Peter Döring, auch Peter Doering (* 1930) ist ein deutscher Schauspieler.

## Leben
Döring debütierte in der TV-Komödie Kreuzberger Liebesnächte mit Sascha Hehn und Eberhard Cohrs. Bekannte Rollen hatte er u. a. in der erfolgreichen ARD-Serie Praxis Bülowbogen mit Günter Pfitzmann und im Kino mit Dieter Hallervordens Didi – Der Doppelgänger und Didi – Der Experte.
Zu Beginn des 21. Jahrhunderts zog er sich zunehmend zurück. Einer seiner letzten bekannten Auftritte war in dem Film Taking Sides – Der Fall Furtwängler.

## Filmografie
- 1979: Kreuzberger Liebesnächte
- 1980: Heiße Kartoffeln
- 1981: Die zweite Haut
- 1982: Eine deutsche Revolution
- 1983: Plem, Plem – Die Schule brennt
- 1983: Die Matrosen von Kronstadt
- 1983: Kommissariat 9, Folge Retter in der Not
- 1984: Didi – Der Doppelgänger
- 1984: Ich heirate eine Familie, Folge Familienzuwachs
- 1986: Teufels Großmutter (2 Folgen)
- 1987: Hals über Kopf
- 1989: Die Wicherts von nebenan, Folge Kopf hoch, Schnuppe
- 1990: Wie gut, daß es Maria gibt, Folge Die Berufung
- 1992: Wolffs Revier, Folge
- 1993: Harry & Sunny (TV-Serie)
- 1995: Frauenarzt Dr. Markus Merthin, Folge Überfall
- 2000: Seitensprung ins Glück
- 2001: Taking Sides – Der Fall Furtwängler
- 2003: Aus Liebe zu Deutschland - Eine Spendenaffäre

## Hörspiele
- Ein Fall für TKKG: Folge 16 - X 17 antwortet nicht